# Valloni

Bandiera della Vallonia

I valloni (in francese Wallons; in vallone: Walons) costituiscono un gruppo etnico di lingua romanza originario della Vallonia. Discendono dalle antiche popolazioni gallo-romane, con innesti etno-culturali dei Franchi. Costituiscono uno delle tre tradizionali componenti etniche, linguistiche, culturali e politiche del Belgio, assieme ai fiamminghi e ai tedeschi del Belgio. L'identità vallona è radicata anche in alcuni dipartimenti confinanti della Francia.
Il termine vallone deriva dal proto-germanico Walha (letteralmente "straniero"), utilizzato dalle antiche tribù germaniche per identificare le limitrofe popolazioni di lingua celtica o romanza.
L'identità nazionale è costruita e basata sugli ideali del Movimento vallone. La lingua nazionale è il francese nella variante belga, anche se tradizionalmente sono parlati il vallone, il piccardo e il lorenese, lingue galloromanze facenti parte del gruppo linguistico d'oïl, oggi in forte regressione.
Il cuore della cultura dei valloni è la valle della Mosa e la valle della Sambre, Dinant, Charleroi, Namur (la capitale regionale), Huy e Liegi.